# Lu Yen-hsun
Dans ce nom chinois, le nom de famille, Lu, précède le nom personnel.
Pour les articles homonymes, voir LU.
Lu Yen-hsun, surnommé Rendy Lu, né le 14 août 1983 à Taipei, est un joueur de tennis de la République de Chine (Taïwan), professionnel depuis 2001.
Il est membre de l'équipe de Taïwan de Coupe Davis.

## Carrière
Il possède le record de 29 titres remportés sur le circuit Challenger en simple. Il s'est imposé à Joplin, Burnie et Caloundra en 2004, Fergana en 2005, Caloundra en 2006, Kaohsiung en 2007, Hawaï, New Delhi et Tachkent en 2008, Ramat Ha-Sharon et Chuncheon en 2009, Athènes et Séoul en 2010, Ningbo et Séoul en 2011, Singapour, Shanghai et Séoul en 2012, Pékin et Kaohsiung en 2013, Kaohsiung en 2014, Ningbo en 2015, Surbiton, Ilkley, Ningbo et Suzhou en 2016, et Taipei, Chengdu et Jinan en 2017. En 2015, il devient le deuxième joueur à atteindre le stade des 300 victoires sur le circuit. Il est membre du Conseil des joueurs de l'ATP depuis 2016 en tant que représentant des joueurs du top 100. Jamais titré en simple sur le circuit ATP, il a en revanche décroché trois succès en double dont deux au tournoi de Chennai à 10 ans d'écart.

### 2005 - 2008: début de carrière, premier titre en double
2005 est l'année où Lu Yen-hsun obtient son premier titre ATP en double à Chennai (avec Rainer Schüttler). Durant ce tournois, il bat Leander Paes en simple avant de se faire battre par Kristof Vliegen au tour suivant. En double, il bat Justin Gimelstob - Julian Knowle, Ashley Fisher -Tripp Phillips, Leander Paes - Nenad Zimonjić (paire tête de série numéro 2) et Mahesh Bhupathi - Jonas Björkman (paire tête de série numéro 1).
En 2006, il ne passe que deux fois le premier tour sur les tournois dans lesquels il est inscrit. Il bat Gilles Müller au Queen's (battu par la suite par Paradorn Srichaphan), et à Tokyo il passe le premier tour face à Ramón Delgado mais s'incline face à Tommy Robredo.
Le déclic arrive l'année suivante à Memphis où il élimine Chris Guccione, Jürgen Melzer (6e tête de série); Andy Roddick l'élimine au tour suivant. Il doit attendre février de l'année suivante pour repasser un second tour à San José. Il élimine Max Mirnyi et Wayne Odesnik. Il est éliminé par Radek Štěpánek, futur finaliste. Relativement peu performant dans les tournois classiques, Yen-hsun Lu brille par à-coups lors de grandes occasions : en 2008, aux Jeux olympiques d'été de 2008, il bat Andy Murray, alors no 6 mondial. 

### 2009 - 2011: Résultats mitigés et quarts à Wimbledon en 2010
Lors de l'Open d'Australie, Il sort  Thomaz Bellucci, puis sort le 11e mondial David Nalbandian pour être finalement battu par Tommy Robredo. Par la suite, il ne passe plus de second tour.
Il obtient de meilleurs résultats en double surtout à l'US Open avec Dudi Sela. Ils battent Travis Parrott - Filip Polášek, puis ils profitent du forfait de Marcel Granollers - Tommy Robredo. Mahesh Bhupathi - Mark Knowles les éliminent au tour suivant.
En 2010, à Johannesburg il est tête de série (7e), il élimine Jarkko Nieminen (6-3 6-2), puis le local Raven Klaasen (6-4 7-5). Il sera vaincu par Gaël Monfils (6-1 6-4). À Wimbledon, il élimine le 7e mondial Andy Roddick en huitièmes de finale, devenant le premier Taïwanais à se qualifier pour les quarts de finale d'un tournoi du Grand Chelem et le premier asiatique depuis 1995. 
En double associé à Janko Tipsarević, ils arrivent à battre James Cerretani - Jérémy Chardy 6-4 6-4 7-6, puis Mariusz Fyrstenberg - Marcin Matkowski sur le score de 3-6 6-3 4-6 7-5 12-10. Ils seront éliminés par Jürgen Melzer - Philipp Petzschner, futurs lauréats.
Lors de la Rogers Cup, il élimine Pierre-Ludovic Duclos et Paul-Henri Mathieu avant d'être éliminé par Philipp Kohlschreiber. 
En 2011, il est souvent éliminé au premier ou second tour. Toujours redoutable sur gazon, il élimine Tommy Robredo à Wimbledon (6-4 6-4 6-1), puis il élimine Viktor Troicki alors no 12 mondial (7-6 6-4 6-4). Michaël Llodra mettra fin à son parcours (6-3 6-3 6-1). Il enchaine avec deux quarts à Atlanta en éliminant Matthias Bachinger et Marinko Matosevic mais sera éliminé par John Isner. Puis à Los Angeles, il élimine Robby Ginepri et la 4e tête de série Márcos Baghdatís. Il sera éliminé par Ryan Harrison.

### 2012 - 2014: Quelques bons résultats, titre en double et finale en simple surtout en double
À l'Open d'Australie il bat Rik De Voest et Florent Serra. Il sera battu par Juan Martín del Potro.  2012 est plus fructueuse en double. Associé à Janko Tipsarević, il arrive en finale à Chennai. Mais surtout, il obtient son second titre à Bangkok, associé à Danai Udomchoke. Ils éliminent Johan Brunström - Jonathan Marray, James Murray - André Sá, puis les jumeaux locaux Sanchai Ratiwatana -  Sonchat Ratiwatana et enfin Eric Butorac -  Paul Hanley.
En 2013, il obtient quelques bons résultats. Bien qu'il ait des éliminations précoces, il est éliminé au second tour à l'Open d'Australie par Gaël Monfils. Il arrive au troisième tour à Indian Wells éliminant Tim Smyczek et la 25e tête de série Martin Kližan. Andy Murray l'élimine au tour suivant.  
Il lui faut attendre Kaohsiung en 2013 pour obtenir une victoire (sur le circuit challenger) ; il vainc Danai Udomchoke, puis Liang-Chi Huang, Jimmy Wang, Matthew Ebden et Yuki Bhambri en finale. Lors du tournoi de Beijin, il bat GongMao-Xin, BaiYan, Wu Di, Hiroki Kondo et Go Soeda en finale.
2014 est surement sa meilleure année en simple. À Auckland, il bat Igor Sijsling (7-6 7-5), puis Bradley Klahn 6-7 6-2 6-3. Au tour suivant il bat Steve Johnson sur un double 6-4, et il bat surtout David Ferrer 6-4 7-6 au tour suivant. Il sera vaincu par John Isner sur un double 7-6. Il passe un tour à l'Open d'Australie face à Jason Jung et sera éliminé par Grigor Dimitrov. Il bat Philipp Kohlschreiber à Indian Wells au second tour mais perd au tour suivant face à John Isner. À Halle il arrive au troisième tour, éliminé par Roger Federer. Stanislas Wawrinka l'élimine au second tour à Wimbledon. Il lui faut attendre Winston Salem pour passer de nouveau le troisième tour. Neuvième tête de série, il élimine Blaž Rola 6-4 7-5, puis sur le score de 6-1 6-2 il élimine Marcel Granollers, puis il vainc Andreas Seppi sur un double 6-4. Lukáš Rosol l'élimine sur le score de 5-7 6-4 4-6.

### 2015 - 2016: saison mitigée en simple mais titre en double
Il arrive à Auckland, pour défendre sa finale, il passe Juan Mónaco mais perd face à Albert Ramos. Roger Federer l'élimine au premier tour de l'Open d'Australie. À Delray Beach il bat Sam Groth et surtout la 1re tête de série Kevin Anderson avant d'être battu par Adrian Mannarino. Il lui faut attendre le challenger de Séoul pour obtenir de meilleurs résultats. Il bat Luke Saville, Jarmere Jenkins et Wu Di ; le sud-coréen Chung Hyeon le battra au tour suivant. Il doit attendre ensuite Nottingham pour battre Ruben Bemelmans, Andreas Seppi et Feliciano López. Il sera battu par Alexandr Dolgopolov. Puis à Winston Salem, il bat Robin Haase, Guillermo García-López. Par la suite il prend sa revanche face à Chung Hyeon. Il sera forfait au tour suivant face à Steve Johnson. En double, il aura une meilleure saison via une finale à Genève en compagnie de Raven Klaasen. Et surtout via un titre à Madras avec Jonathan Marray, battant N. Sriram Balaji - Jeevan Nedunchezhiyan, Andre Begemann - Robin Haase (tête de série 2), Purav Raja - Adil Shamasdin et la tête de série 1 Raven Klaasen - Leander Paes. 
En 2016, il est éliminé par Novak Djokovic au premier tour aux internationaux de Paris. À Manchester, il élimine entre autres Denis Kudla. Il s'inclinera en finale face à Dustin Brown. À Wimbledon, il bat Alexander Kudryavtsev 6-1 6-4 6-4. Mais il sera battu par Andy Murray 6-3 6-2 6-1. À Washington, il bat Austin Krajicek 6-1 7-6, avant d'être éliminé par Gaël Monfils 6-3 6-2. À Winston-Salem, il effectue un bon parcours, il bat Illya Marchenko, João Sousa, Diego Schwartzman. Il sera éliminé par Pablo Carreño-Busta.

### 2017 - 2021: blessure persistante et fin de carrière
Blessé à l'épaule depuis fin 2017, il subit une opération en mai 2018 après un retour infructueux en Corée du Sud. Il commente entretemps le tennis pour Fox Sports Asia entre septembre 2018 et 2019. Il réapparait en compétition officielle lors de l'Open d'Australie 2020. En 2021, il remporte son premier match depuis trois ans à Miami contre Sam Querrey. Il prend sa retraite après sa défaite lors des jeux olympiques de Tokyo.

## Style de jeu
Yen-Hsun Lu maîtrise parfaitement son coup droit et n’hésite pas à agresser ses adversaires avec. De plus, ses retours de service de ce côté sont performants. Il est à l’aise au filet et n’hésite pas à y monter pour terminer les points. Il possède une bonne volée au filet. Lu a un style de jeu varié. Il est capable de prendre la balle de différentes façons. Ce qui le rend parfois imprévisible pour ses adversaires. Son revers n’est pas un coup fiable dans son jeu. Il rencontre souvent des difficultés lorsqu’il le tente long de ligne. Ce qui le rend peu fiable lors de matchs qui durent. Lors d’un match en 3 sets gagnants, il n’hésite pas à s’économiser en lâchant un set s’il voit qu’il devrait fournir beaucoup trop d’efforts pour tenter de revenir. Ce qui l'a souvent mis dans des situations délicates.

## Palmarès

### Titre en simple messieurs
Aucun

### Finale en simple messieurs
| No | Date       | Nom et lieu du tournoi  | Catégorie | Dotation  | Surface    | Vainqueur  | Score      |          |
| -- | ---------- | ----------------------- | --------- | --------- | ---------- | ---------- | ---------- | -------- |
| 1  | 06/01/2014 | Heineken Open, Auckland | ATP 250   | 455 190 $ | Dur (ext.) | John Isner | 7-64, 7-67 | Parcours |

### Titres en double messieurs
| No | Date       | Nom et lieu du tournoi      | Catégorie   | Dotation  | Surface    | Partenaire       | Finalistes                     | Score          |          |
| -- | ---------- | --------------------------- | ----------- | --------- | ---------- | ---------------- | ------------------------------ | -------------- | -------- |
| 1  | 03/01/2005 | Chennai Open Chennai        | Int' Series | 355 000 $ | Dur (ext.) | Rainer Schüttler | Mahesh Bhupathi Jonas Björkman | 7-5, 4-6, 7-64 | Parcours |
| 2  | 24/09/2012 | PTT Thailand Open Bangkok   | ATP 250     | 551 000 $ | Dur (int.) | Danai Udomchoke  | Eric Butorac Paul Hanley       | 6-3, 6-4       | Parcours |
| 3  | 05/01/2015 | Aircel Chennai Open Chennai | ATP 250     | 403 495 $ | Dur (ext.) | Jonathan Marray  | Raven Klaasen Leander Paes     | 6-3, 7-64      | Parcours |

### Finales en double messieurs
| No | Date       | Nom et lieu du tournoi      | Catégorie   | Dotation  | Surface      | Vainqueurs                         | Partenaire       | Score             |          |
| -- | ---------- | --------------------------- | ----------- | --------- | ------------ | ---------------------------------- | ---------------- | ----------------- | -------- |
| 1  | 10/09/2007 | China Open Pékin            | Int' Series | 475 000 $ | Dur (ext.)   | Rik De Voest Ashley Fisher         | Chris Haggard    | 63-7, 6-0, [10-6] | Parcours |
| 2  | 04/01/2010 | Aircel Chennai Open Chennai | ATP 250     | 398 250 $ | Dur (ext.)   | Marcel Granollers Santiago Ventura | Janko Tipsarević | 7-5, 6-2          | Parcours |
| 3  | 17/05/2015 | Geneva Open Genève          | ATP 250     | 439 405 € | Terre (ext.) | Juan Sebastián Cabal Robert Farah  | Raven Klaasen    | 7-5, 4-6, [10-7]  | Parcours |

## Parcours dans les tournois duGrand Chelem

### En simple
| Année | Open d'Australie | Open d'Australie | Internationaux de France | Internationaux de France | Wimbledon       | Wimbledon        | US Open         | US Open         |
| ----- | ---------------- | ---------------- | ------------------------ | ------------------------ | --------------- | ---------------- | --------------- | --------------- |
| 2004  | —                | —                | —                        | —                        | 2e tour (1/32)  | Jonas Björkman   | 1er tour (1/64) | J. Johansson    |
| 2005  | 1er tour (1/64)  | Peter Wessels    | —                        | —                        | 2e tour (1/32)  | Janko Tipsarević | —               | —               |
| 2006  | 1er tour (1/64)  | D. Bracciali     | —                        | —                        | 1er tour (1/64) | Robert Kendrick  | —               | —               |
| 2007  | 2e tour (1/32)   | Mikhail Youzhny  | 1er tour (1/64)          | Kristian Pless           | 1er tour (1/64) | Max Mirnyi       | —               | —               |
| 2008  | 1er tour (1/64)  | Marc Gicquel     | —                        | —                        | 1er tour (1/64) | Florent Serra    | 2e tour (1/32)  | Flavio Cipolla  |
| 2009  | 3e tour (1/16)   | Tommy Robredo    | 1er tour (1/64)          | M. Montcourt             | 1er tour (1/64) | Roger Federer    | 1er tour (1/64) | Thomaz Bellucci |
| 2010  | 1er tour (1/64)  | Louk Sorensen    | 1er tour (1/64)          | Ivan Ljubičić            | 1/4 de finale   | Novak Djokovic   | 1er tour (1/64) | J. I. Chela     |
| 2011  | 1er tour (1/64)  | Gilles Simon     | 1er tour (1/64)          | Kei Nishikori            | 3e tour (1/16)  | Michaël Llodra   | 1er tour (1/64) | J.-W. Tsonga    |
| 2012  | 3e tour (1/16)   | J. M. del Potro  | 1er tour (1/64)          | Jérémy Chardy            | 1er tour (1/64) | Ryan Harrison    | 1er tour (1/64) | Sam Querrey     |
| 2013  | 2e tour (1/32)   | Gaël Monfils     | 2e tour (1/32)           | Forfait                  | 2e tour (1/32)  | Andy Murray      | 2e tour (1/32)  | Tommy Haas      |
| 2014  | 2e tour (1/32)   | Grigor Dimitrov  | 1er tour (1/64)          | Adrian Mannarino         | 2e tour (1/32)  | S. Wawrinka      | 1er tour (1/64) | G. García-López |
| 2015  | 1er tour (1/64)  | Roger Federer    | 2e tour (1/32)           | Kevin Anderson           | 1er tour (1/64) | Dustin Brown     | 1er tour (1/64) | M. Kukushkin    |
| 2016  | —                | —                | 1er tour (1/64)          | Novak Djokovic           | 2e tour (1/32)  | Andy Murray      | 1er tour (1/64) | Ivo Karlović    |
| 2017  | 1er tour (1/64)  | Andrey Rublev    | 1er tour (1/64)          | S. Stakhovsky            | 1er tour (1/64) | Simone Bolelli   | 2e tour (1/32)  | Radu Albot      |
| 2020  | 1er tour (1/64)  | Gaël Monfils     | —                        | —                        | Annulé          | Annulé           | —               | —               |
| 2021  | 1er tour (1/64)  | Reilly Opelka    | 1er tour (1/64)          | D. Schwartzman           | 1er tour (1/64) | Marc Polmans     | —               | —               |

N.B. : à droite du résultat se trouve le nom de l'ultime adversaire.

### En double
| Année | Open d'Australie              | Open d'Australie            | Internationaux de France     | Internationaux de France       | Wimbledon                     | Wimbledon                | US Open                       | US Open                      |
| ----- | ----------------------------- | --------------------------- | ---------------------------- | ------------------------------ | ----------------------------- | ------------------------ | ----------------------------- | ---------------------------- |
| 2005  | 1/8 de finale T. Suzuki       | J. Melzer A. Waske          | —                            | —                              | —                             | —                        | —                             | —                            |
| 2007  | 1er tour (1/32) D. Udomchoke  | J. Kerr D. Škoch            | —                            | —                              | —                             | —                        | —                             | —                            |
| 2008  | —                             | —                           | —                            | —                              | —                             | —                        | 1er tour (1/32) J. Thomas     | D. Nestor N. Zimonjić        |
| 2009  | 1er tour (1/32) R. Schüttler  | Ł. Kubot O. Marach          | 1er tour (1/32) F. Moser     | R. De Voest A. Fisher          | 1er tour (1/32) Björn Phau    | I. Andreev E. Korolev    | 1/8 de finale Dudi Sela       | M. Bhupathi M. Knowles       |
| 2010  | 1er tour (1/32) J. Tipsarević | C. Fleming K. Skupski       | —                            | —                              | 1/8 de finale J. Tipsarević   | J. Melzer P. Petzschner  | 1er tour (1/32) J. Tipsarević | S. Stakhovsky M. Youzhny     |
| 2011  | 2e tour (1/16) R. Schüttler   | M. Fyrstenberg M. Matkowski | 1er tour (1/32) S. Devvarman | M. Granollers F. López         | —                             | —                        | —                             | —                            |
| 2012  | —                             | —                           | 2e tour (1/16) Go Soeda      | M. Llodra N. Zimonjić          | 2e tour (1/16) A. Waske       | J. Melzer P. Petzschner  | 1er tour (1/32) M. Kukushkin  | A.-U.-H. Qureshi J.-J. Rojer |
| 2013  | 2e tour (1/16) Go Soeda       | J. S. Cabal R. Farah        | 1er tour (1/32) J. Levinský  | M. Granollers Marc López       | 1er tour (1/32) R. Berankis   | T. Bednarek M. Kowalczyk | 1/8 de finale D. Sharan       | A.-U.-H. Qureshi J.-J. Rojer |
| 2014  | 1er tour (1/32) D. Sharan     | J. Brunström F. Nielsen     | 1er tour (1/32) B. Becker    | J. Benneteau É. Roger-Vasselin | 1er tour (1/32) D. Sharan     | J. Delgado Gilles Müller | 2e tour (1/16) Jiří Veselý    | L. Paes R. Štěpánek          |
| 2015  | 1er tour (1/32) D. Lajović    | J. Erlich T. C. Huey        | 1er tour (1/32) R. Klaasen   | Bob Bryan Mike Bryan           | 2e tour (1/16) T. Gabashvili  | Daniel Nestor L. Paes    | —                             | —                            |
| 2016  | —                             | —                           | —                            | —                              | 1er tour (1/32) J. Tipsarević | M. Matkowski L. Paes     | 2e tour (1/16) J. Tipsarević  | T. Bellucci M. Demoliner     |
| 2017  | 1er tour (1/32) Jiří Veselý   | M. Polmans A. Whittington   | 1er tour (1/32) D. Brown     | C. Lestienne C. Moutet         | —                             | —                        | 2e tour (1/16) Chung Hyeon    | J.-J. Rojer Horia Tecău      |
| 2020  | 1er tour (1/32) Hsieh C.-P.   | Steve Johnson Sam Querrey   | —                            | —                              | Annulé                        | Annulé                   | —                             | —                            |
| 2021  | 1er tour (1/32) Sam Querrey   | Nikola Mektić Mate Pavić    | 2e tour (1/16) Y. Nishioka   | Kevin Krawietz Horia Tecău     | 1er tour (1/32) David Pel     | J. S. Cabal Robert Farah | —                             | —                            |

N.B. : le nom du partenaire se trouve sous le résultat ; le nom des ultimes adversaires se trouve à droite.

## Parcours dans lesMasters 1000
| Année | Indian Wells          | Miami                  | Monte-Carlo       | Madrid | Rome               | Canada                      | Cincinnati               | Shanghai            | Paris                 |
| ----- | --------------------- | ---------------------- | ----------------- | ------ | ------------------ | --------------------------- | ------------------------ | ------------------- | --------------------- |
| 2004  | —                     | —                      | —                 | —      | —                  | —                           | 1er tour G. Kuerten      | —                   | —                     |
| 2005  | —                     | —                      | —                 | —      | —                  | —                           | —                        | —                   | —                     |
| 2006  | —                     | —                      | —                 | —      | —                  | —                           | —                        | —                   | —                     |
| 2007  | —                     | —                      | —                 | —      | —                  | —                           | —                        | —                   | —                     |
| 2008  | 1er tour T. Johansson | 1er tour J. Tipsarević | —                 | —      | —                  | —                           | —                        | —                   | —                     |
| 2009  | 2e tour G. Simon      | 2e tour I. Andreev     | —                 | —      | —                  | 1er tour J. Chardy          | 1er tour S. Querrey      | —                   | —                     |
| 2010  | 2e tour A. Roddick    | 2e tour F. González    | —                 | —      | —                  | 1/8 de finale Kohlschreiber | 1er tour L. Hewitt       | 2e tour A. Seppi    | —                     |
| 2011  | 2e tour E. Gulbis     | 2e tour M. Youzhny     | —                 | —      | 2e tour X. Malisse | 1er tour B. Tomic           | —                        | 1er tour A. Roddick | —                     |
| 2012  | 1er tour D. Istomin   | 2e tour J. Mónaco      | —                 | —      | —                  | 1er tour F. Fognini         | 2e tour T. Berdych       | 2e tour R. Federer  | —                     |
| 2013  | 3e tour A. Murray     | 2e tour M. Youzhny     | —                 | —      | —                  | 1er tour F. Dancevic        | —                        | —                   | —                     |
| 2014  | 3e tour John Isner    | 2e tour D. Lajović     | 2e tour M. Raonic | —      | —                  | 2e tour T. Berdych          | 1/8 de finale F. Fognini | 2e tour I. Karlović | 1er tour J. Benneteau |
| 2015  | 1er tour Jack Sock    | 1er tour D. Young      | —                 | —      | —                  | 1er tour V. Pospisil        | 1er tour D. Goffin       | 1er tour D. Thiem   | —                     |
| 2016  | —                     | —                      | —                 | —      | —                  | 2e tour M. Raonic           | —                        | —                   | —                     |
| 2017  | 1er tour V. Pospisil  | 2e tour A. Zverev      | —                 | —      | —                  | —                           | —                        | —                   | —                     |
| 2021  | —                     | 2e tour D. Medvedev    | —                 | —      | —                  | —                           | —                        | n.o.                |                       |

N.B. : sous le résultat se trouve le nom de l’ultime adversaire.

## Victoires sur le top 10
Toutes ses victoires sur des joueurs classés dans le top 10 de l'ATP lors de la rencontre.
| Légende         |
| Grand Chelem    |
| Jeux olympiques |
| Masters 1000    |
| 500 Series      |
| 250 Series      |

| # | L.Y-h. | Tournoi         | Année | Surface | Adversaire       | Rang | Tour | Score                      |
| - | ------ | --------------- | ----- | ------- | ---------------- | ---- | ---- | -------------------------- |
| 1 | no 102 | Queen's         | 2004  | Gazon   | Guillermo Coria  | no 3 | 1/16 | 6-2, 6-4                   |
| 2 | no 77  | Jeux olympiques | 2008  | Dur     | Andy Murray      | no 6 | 1/32 | 7-65, 6-4                  |
| 3 | no 82  | Wimbledon       | 2010  | Gazon   | Andy Roddick     | no 7 | 1/8  | 4-6, 7-63, 7-64, 65-7, 9-7 |
| 4 | no 57  | Queen's         | 2012  | Gazon   | Janko Tipsarević | no 8 | 1/8  | 6-3, 2-6, 7-65             |
| 5 | no 64  | Pékin           | 2012  | Dur     | David Ferrer     | no 5 | 1/16 | 5-4 ab.                    |
| 6 | no 62  | Auckland        | 2014  | Dur     | David Ferrer     | no 3 | 1/2  | 6-4, 7-64                  |
| 7 | no 43  | Cincinnati      | 2014  | Dur     | Tomáš Berdych    | no 5 | 1/16 | 3-6, 6-3, 6-4              |

## Classements ATP en fin de saison
| Année          | 2001 | 2002 | 2003 | 2004 | 2005 | 2006 | 2007 | 2008 | 2009 | 2010 | 2011 | 2012 | 2013 | 2014 | 2015 | 2016 | 2017 | 2018 | 2019 | 2020 |
| Rang en simple | 598  | 194  | 199  | 86   | 160  | 103  | 103  | 64   | 98   | 35   | 82   | 60   | 66   | 38   | 77   | 64   | 71   | 1094 | -    | 1007 |
| Rang en double | 715  | 209  | 138  | 119  | 116  | 204  | 225  | 810  | 179  | 88   | 209  | 142  | 194  | 573  | 117  | 462  | 234  | -    | -    | -    |

Source : (en) Classements de Lu Yen-hsun sur le site officiel de la Fédération internationale de tennis